# Don Gibson
Don Gibson (Shelby, 3 aprile 1928 – Nashville, 17 novembre 2003) è stato un cantante country statunitense.

## Biografia
Nato da una famiglia bisognosa, dovette lasciare la scuola all'età di 13 anni per incrementare le entrate familiari con lavori saltuari. La sua abilità come chitarrista gli diede tuttavia l'opportunità di cominciare ad esibirsi negli spettacoli di alcune radio locali già all'inizio degli anni quaranta. 
Influenzato dal suono dei Sons of the Pioneers, fondò un suo gruppo, i Sons of the Soil, con il quale nel 1949 registrò i primi brani musicali per la Mercury Records. Successivamente passò alla RCA Victor cambiando il nome del gruppo in Don Gibson & His King Cotton Kinfolks. Scritturato da Roy Acuff e Fred Rose, all'epoca i due produttori musicali più influenti di Nashville, Gibson cominciò a farsi notare dapprima come autore e nel 1956 lanciò Sweet Dreams, canzone che fu portata al successo da Faron Young. 
Fu Chet Atkins, accortosi del talento del giovane Gibson, a convincerlo a tornare alla RCA e a fargli incidere il primo singolo sotto questa etichetta, che nel 1958 non solo scalò le classifiche country, ma riuscì ad entrare nella Top 10 statunitense grazie a entrambe le canzoni presenti sul 45 giri: Oh Lonesome Me ed il retro I Can't Stop Loving You. Quest'ultimo pezzo, rilanciato poi da Ray Charles, fece il giro del mondo e ad oggi conta circa 700 diverse interpretazioni.
Nello stesso anno, Gibson pubblicò un secondo singolo di successo, Blue Blue Day e, di qui in avanti, tutti i suoi dischi continuarono a riscuotere enormi consensi fino al 1968, grazie anche alla sua partecipazione al Grand Ole Opry, il più celebre programma radiofonico di musica country, tuttora in onda ininterrottamente dal 1925. Tra i brani più famosi: Look Who's Blue (1958), Don't Tell Me Your Troubles (1959), Sea of Heartbreak (1961); Lonesome No. 1, I Can Mend Your Broken Heart (1962). 
In seguito a una serie di problemi personali, nel 1963 Gibson abbandonò il prestigioso Grand Ole Opry e cominciò ad accusare problemi di aumento di peso: i conseguenti tentativi di curare l'obesità con farmaci anoressizzanti non fecero altro che peggiorare la sua dipendenza da cibo. Presto il cantante divenne dipendente anche dai farmaci, arrivando a ingerire in una sola giornata una ventina di pillole. 
Il successo discografico intanto continuava grazie a una serie di duetti registrati con la cantante Dottie West, ma alla fine degli anni sessanta Gibson fu costretto a lasciare la RCA e a ripiegare su una etichetta minore, la Hickory Records di Nashville, che gli offrì di incidere le sue nuove composizioni con Sue Thompson, realizzando una serie di duetti che replicarono il successo ottenuto con Dottie West alla RCA. Nello stesso tempo, Gibson ebbe modo di reinterpretare in chiave country alcuni successi di altri autori, quali Burt Bacharach (Any Day Now), Joe South (Games People Play), Curly Putman (Green Green Grass of Home), Bill Haley (Rock Around The Clock) e, infine, Paul Anka (My Way, una delle sue ultime incisioni dopo che era stata già reincisa da Frank Sinatra).
Riammesso nel 1975 al Grand Ole Opry, Gibson continuò a lavorare e ad esibirsi nel circuito della musica country. Nel 2001 gli fu riconosciuto l'ingresso nella Country Music Hall of Fame e, all'età di 75 anni, morì per cause naturali a Nashville. È sepolto a Shelby, sua città natale.

## Discografia

### Album
- 1958 – Oh Lonesome Me (RCA Victor Reords, LPM-1743)
- 1958 – Songs by Don Gibson (Lion Records, L70069)
- 1959 – No One Stands Alone (RCA Victor Records, LPM/LSP-1918)
- 1959 – That Gibson Boy (RCA Victor Records, LPM/LSP-2038)
- 1960 – Look Who's Blue (RCA Victor Records, LPM/LSP-2184)
- 1961 – Sweet Dreams (RCA Victor Records, LPM/LSP-2269)
- 1961 – Girls, Guitars and Gibson (RCA Victor Records, LPM/LSP-2361)
- 1962 – Some Favorites of Mine (RCA Victor Records, LPM/LSP-2448)
- 1963 – I Wrote a Song... (RCA Victor Records, LPM/LSP-2702)
- 1964 – God Walks These Hills (RCA Victor Records, LPM/LSP-2878)
- 1965 – A Blue Million Tears (RCA Camden Records, CAL/CAS-852)
- 1965 – The Best of Don Gibson (RCA Victor Records, LPM/LSP-3376)
- 1965 – Too Much Hurt (RCA Victor Records, LPM/LSP-3470)
- 1966 – Don Gibson with Spanish Guitars (RCA Victor Records, LPM/LSP-3594)
- 1966 – Hurtin' Inside (RCA Camden Records, CAL/CAS-2101)
- 1966 – The Fabulous Don Gibson (Harmony Records, HL 7358/HS 11158)
- 1966 – Great Country Songs (RCA Victor Records, LPM/LSP-3680)
- 1967 – All My Love (RCA Victor Records, LPM/LSP-3843)
- 1968 – The King of Country Soul (RCA Victor Records, LPM/LSP-3974)
- 1968 – I Love You So Much It Hurts (RCA Camden Records, CAS-2246)
- 1968 – More Country Soul (RCA Victor Records, LSP-4053)
- 1969 – Dottie & Don (RCA Victor Records, LSP-4131)
- 1969 – My God Is Real (RCA Camden Records, CAS-2317)
- 1969 – Sings All-Time Country Gold (RCA Victor Records, LSP-4169)
- 1970 – Lovin' Lies (RCA Camden Records, CAS-2392)
- 1970 – The Best of Vol. II (RCA Victor Records, LSP 4281)
- 1970 – Hits the Don Gibson Way (Hickory Records, LPS 153)
- 1970 – Great Gibson Volume 1 (RCA Victor Records, LSP 4378)
- 1970 – A Perfect Mountain (Hickory Records, LPS 155)
- 1970 – Don Gibson (MGM Records, GAS-138) stessi brani già pubblicati in Songs by Don Gibson (1958)
- 1971 – Hank Williams as Sung by Don Gibson (Hickory Records, LPS 157)
- 1972 – Country Green (Hickory Records, LPS-160)
- 1972 – Woman (Sensuous Woman) (Hickory Records, LPS-166)
- 1972 – The Two of Us Together (Hickory Records, LPS-168)
- 1973 – Touch the Morning That's What I'll Do (Hickory Records, HR-4501)
- 1973 – The Very Best of Don Gibson (Hickory Records, H3G 4502)
- 1974 – Snap Your Fingers (Hickory Records,  H3F 4509)
- 1974 – Bring Back Your Love to Me (Hickory Records, H3G 4516)
- 1975 – I'm the Loneliest Man (Hickory Records, H3G 4519)
- 1975 – Oh, How Love Changes (Hickory Records, H3G 4520)
- 1975 – Don't Stop Loving Me (Hickory Records, H3G 4524)
- 1976 – I'm All Wrapped Up in You (Hickory Records, AH-44001)
- 1977 – If You Ever Get to Houston (Look Me Down) (Hickory Records, AH-44007)
- 1978 – Starting All Over Again (Hickory Records, HB 44010)
- 1978 – Look Who's Blue (Hickory Records, HB 44014)

### Singoli
- 1951 – Red Lips, White Lies and Blue Hours/Just Let Me Love You (RCA Victor Records, 47-4364)
- 1952 – Dark Future/A Blue Million Tears (RCA Victor Records, 47-4473)
- 1952 – We’re Steppin' Out Tonite/No Shoulder to Cry On (Columbia Records, 20999)
- 1952 – Sample Kisses/Let Me Stay in Your Arms (Columbia Records, 21060)
- 1953 – Walkin’ in the Moonlight/I Just Love the Way You Tell a Lie (Columbia Records, 4-21109)
- 1953 – Waitin’ Down the Road/You Cast Me Out (Forevermore) (Columbia Records, 4-21156)
- 1954 – Many Times I’ve Waited/Symptoms of Love (Columbia Records, 4-21231)
- 1954 – Ice Cold Heart/Selfish with Your Kisses (Columbia Records, 4-21281)
- 1955 – Run Boy/I Must Forget You (MGM Records, K12109)
- 1956 – Sweet Dreams/The Road of Life Alone (MGM Records, K12194)
- 1956 – I Ain't Gonna Waste My Time/Ah-Ha (MGM Records, K12290)
- 1956 – What a Fool I Was to Fall/I Believed in You (MGM Records, K12331)
- 1956 – I'm Gonna Fool Everybody/You're the Only One for Me (MGM Records, K12393)
- 1957 – I Ain't A-Studying You, Baby/It Happens Everytime (MGM Records, K12494)
- 1957 – I Love You Still/I Can't Leave (RCA Victor Records, 47-6860)
- 1957 – Everything Turns Out for the Best/Sittin' Here Cryin' (RCA Victor Records, 47-6942)
- 1957 – Blue Blue Day/Too Soon to Know (RCA Victor Records, 47-7010)
- 1957 – Oh Lonesome Me/I Can't Stop Lovin' You (RCA Victor Records, 47-7133)
- 1958 – Give Myself a Party/Look Who's Blue (RCA Victor Records, 47-7330)
- 1958 – Who Cares/A Stranger to Me (RCA Victor Records, 47-7437)
- 1959 – Lonesome Old House/I Couldn't Care Less (RCA Victor Records, 47-7505)
- 1959 – Don't Tell Me Your Troubles/Heartbreak Avenue (RCA Victor Records, 47-7566)
- 1959 – I'm Movin' On/Big Hearted Me (RCA Victor Records, 47-7629)
- 1960 – Just One Time/I May Never Get to Heaven (RCA Victor Records, 47-7690)
- 1960 – Far Far Away/A Legend in My Time (RCA Victor Records, 47-7762)
- 1960 – The Same Street/Sweet Dreams (RCA Victor Records, 47-7805)
- 1961 – What About Me/The World Is Waiting for the Sunrise (RCA Victor Records, 47-7841)
- 1961 – Sea of Heartbreak/I Think It's Best (To Forget Me) (RCA Victor Records, 47-7890)
- 1961 – Lonesome Number One/The Same Old Trouble (RCA Victor Records, 47-7959)
- 1962 – I Can Mend Your Broken Heart/I Let Her Get Lonely (RCA Victor Records, 47-8017)
- 1962 – So How Come (No One Loves Me)/Baby We're Really in Love (RCA Victor Records, 47-8085)
- 1963 – Head Over Heels in Love with You/It Was Worth It All (RCA Victor Records, 47-8144)
- 1963 – After the Heartache/Anything New Gets Old (Except My Love for You) (RCA Victor Records, 47-8192)
- 1964 – Oh Such a Stranger/Fireball Mail (RCA Victor Records, 47-8367)
- 1964 – Cause I Believe in You/A Love That Can't Be (RCA Victor Records, 47-8456)
- 1965 – Again/You're Going Away (RCA Victor Records, 47-8589)
- 1965 – Watch Where You're Going/There's a Big Wheel (RCA Victor Records, 47-8678)
- 1965 – A Born Loser/All the World Is Lonely Now (RCA Victor Records, 47-8732) a nome Don Gibson with The Jordanaires
- 1966 – (Yes) I'm Hurting/My Whole World Is Hurt (RCA Victor Records, 47-8812)
- 1966 – Forget Me/Funny, Familiar, Forgotten Feelings (RCA Victor Records, 47-8975) a nome Don Gibson Accompanied by The Jordanaires
- 1967 – Lost Highway/Around the Town (RCA Victor Records, 47-9177) a nome Don Gibson with The Jordanaires
- 1967 – All My Love/No Doubt About It (RCA Victor Records, 47-9266) a nome Don Gibson with The Jordanaires
- 1967 – Where No One Stands Alone/Satisfied (RCA Victor Records, 47-9395)
- 1968 – Ashes of Love/Good Morning, Dear (RCA Victor Records, 47-9460)
- 1968 – It's a Long, Long Way to Georgia/Low and Lonely (RCA Victor Records, 47-9563)
- 1968 – Ever Changing Mind/Thoughts (RCA Victor Records, 47-9663)
- 1969 – Solitary/I Just Said Goodbye to My Dreams (RCA Victor Records, 74-0143)
- 1969 – How's the World Treating You/Sweet Memories (RCA Victor Records, 74-0178) a nome Dottie West and Don Gibson
- 1969 – I Will Always/Half as Much (RCA Victor Records, 74-0219)
- 1969 – There's a Story (Goin' 'Round)/Lock, Stock, and Teardrops (RCA Victor Records, 74-0291) a nome Dottie West and Don Gibson
- 1969 – Rings of Gold/Final Examination (RCA Victor Records, 47-9715) a nome Dottie West & Don Gibson
- 1970 – Montego Bay/If My Heart Had Windows (RCA Victor Records, 47-9906)
- 1970 – Pretending Everyday/Don't Take All Your Loving (Hickory Records, 45-K-1559)
- 1970 – A Perfect Mountain/Would You Believe Me (Hickory Records, 45-K-1571)
- 1970 – Someway/Comfort for Your Mind (Hickory Records, 45-K-1579)
- 1970 – I Wanna Live/Guess Away the Blues (Hickory Records, 45-K-1588)
- 1971 – (I Heard That) Lonesome Whistle/Window Shopping (Hickory Records, 45-K-1598)
- 1971 – The Two of Us Together/Oh Yes, I Love You (Hickory Records, 45-K-1607) a nome Don Gibson & Sue Thompson
- 1971 – Country Green/Move It On Over (Hickory Records, 45-K-1614)
- 1972 – Far, Far Away/What's Happened to Me (Hickory Records, 45-K-1623)
- 1972 – Woman (Sensuous Woman)/If You Want Me to I'll Go (Hickory Records, 45-K-1638)
- 1972 – Is This the Best I'm Gonna Feel/Watching It Go (Hickory Records, 45-K-1651)
- 1973 – If You're Goin' Girl/Lonesome Number One (Hickory Records, 45-K-1661)
- 1973 – Touch the Morning/Too Soon to Know (Hickory Records, 45-K-1671/HK 301)
- 1973 – Sweet Dreams/That's What I'll Do (Hickory Records, HK 306)
- 1973 – Love Is a Lonesome Thing/Snap Your Fingers (Hickory Records, HK 312)
- 1974 – One Day at a Time/Rainbow Love (Hickory Records, H 318)
- 1974 – Good Old Fashioned Country Love/Ages and Ages Ago (Hickory Records, H 324) a nome Don Gibson and Sue Thompson
- 1974 – Bring Back Your Love to Me/Drinking Champagne (Hickory Records, H 327)
- 1974 – Pocatello/I'll Sing for You (Hickory Records, H 338)
- 1974 – Funny, Familiar, Forgotten Feelings/(There She Goes) I Wish Her Well (Hickory Records, H 345)
- 1975 – Don't Stop Loving Me/Somebody's Words (Hickory Records, H 353)
- 1975 – It Can't Last Always/I Don't Think I'll Ever (Get Over You) (Hickory Records, H 361)
- 1975 – Blues in My Mind/You've Got to Stop Hurting Me Darling (Hickory Records, H 365)
- 1976 – Doing My Time/The Whole World Is Waiting for the Sunrise (Hickory Records, H 372)
- 1976 – I'm All Wrapped Up in You/We Live in Two Different Worlds (ABC/Hickory Records, AH-54001)
- 1977 – Fan the Flame, Feed the Fire/Bringin' in the Georgia Mail (ABC/Hickory Records, AH-54010)
- 1977 – If You Ever Get to Houston (Look Me Down)/It's All Over (ABC/Hickory Records, AH-54014)
- 1977 – When Do We Stop Starting Over/Love Is Not the Way (You Told Me) (ABC/Hickory Records, AH-54019)
- 1977 – Starting All Over Again/I'd Rather Die Young (Than Grow Old without You) (ABC/Hickory Records, AH-54024)
- 1978 – The Fool/Every Song I Sang Would Be Blue (ABC/Hickory Records, AH-54029)
- 1978 – Oh, Such a Stranger/I Love You Because (ABC/Hickory Records, AH-54036)
- 1978 – Any Day Now/Baby's Not Home (ABC/Hickory Records, AH-54039)
- 1979 – Forever One Day at a Time/Look Who's Blue (MCA Records, MCA-41031)
- 1980 – Sweet Sensuous Sensations/Stranger to Me (Warner Bros. Records, WBS 49193)
- 1980 – I'd Be Crazy Over You/Somewhere Between Yesterday (Warner Bros. Records, WBS 49504)
- 1980 – Love Fires/Come Back and Love Me (Warner Bros. Records, WBS 49602)